# 黃循財
黃循財（英語：Lawrence Wong Shyun Tsai，1972年12月18日—），新加坡华裔政治人物，現任新加坡總理（第4任），兼任财政部部长、人民行動黨秘書長（第4任）、人民行动党社区基金会主席。他与王乙康和颜金勇共同主持了因應新加坡嚴重特殊傳染性肺炎大流行的多部委工作组。曾任新加坡副总理，教育部、国家发展部、文化、社区及青年部的部長，通讯及新闻部和财政部的第二部长，以及人民行动党副秘书长。黃循財是人民行动党第四代领导层，曾任人民行动党中央执行委员会首任副秘书长兼政策论坛顾问。
2023年7月3日，黃循財被宣布將於2023年7月8日被任命為新加坡金融管理局主席。黃循財於2021年至2023年間擔任新加坡金融管理局副主席，亦分別於2023年7月7日及同月8日被任命為新加坡政府投资公司投資策略委員會主席與經濟發展委員會國際諮詢委員會主席。黃循财隨後於2023年10月1日被任命為新加坡政府投资公司董事會副主席。2024年5月15日，黃循財宣誓就任第四任新加坡總理。

## 早年经历
黄于1972年12月18日出生于新加坡东部。他是海南人后裔，从小是卫理公会教徒。在成长过程中，黄和他的家人住在马林百列的建屋局组屋里。黄的父亲是森那美的一名销售主管，而他的母亲是他小学的一名教师。
在上大学之前，黄曾就读于海格男校（现丹絨加東小學）、丹绒加东工艺中学（现丹絨加東中學）和维多利亚初级学院。
黄于1994年获得公共服务委员会奖学金，获得威斯康星大学麦迪逊分校经济学专业理学学士学位。他于1995年获得密歇根大学应用经济学文学硕士学位，并于2004年获得哈佛大学公共管理硕士学位。

## 公务员生涯
黄于1997年8月开始了他在新加坡贸易和工业部担任经济学家的职业生涯。那是1997年亚洲金融危机的开始，他的第一个任务是准备一份关于区域经济及其对新加坡影响的报告。他将这段经历描述为“我在学校学到的任何东西都没有让我为这样的任务做好准备”，并讲述了必须“在做中学”的经历。
他于2002年1月被派往新加坡财政部，然后于2004年7月被派往新加坡卫生部，担任医疗保健财务总监直至2005年5月。2005年5月至2008年8月曾担任李总理的首席私人秘书。
2008年9月，黄成为贸工部下属能源市场管理局的副首席执行官，并于2009年元旦升任首席执行官，直至2011年4月1日卸任。

## 早期政治生涯

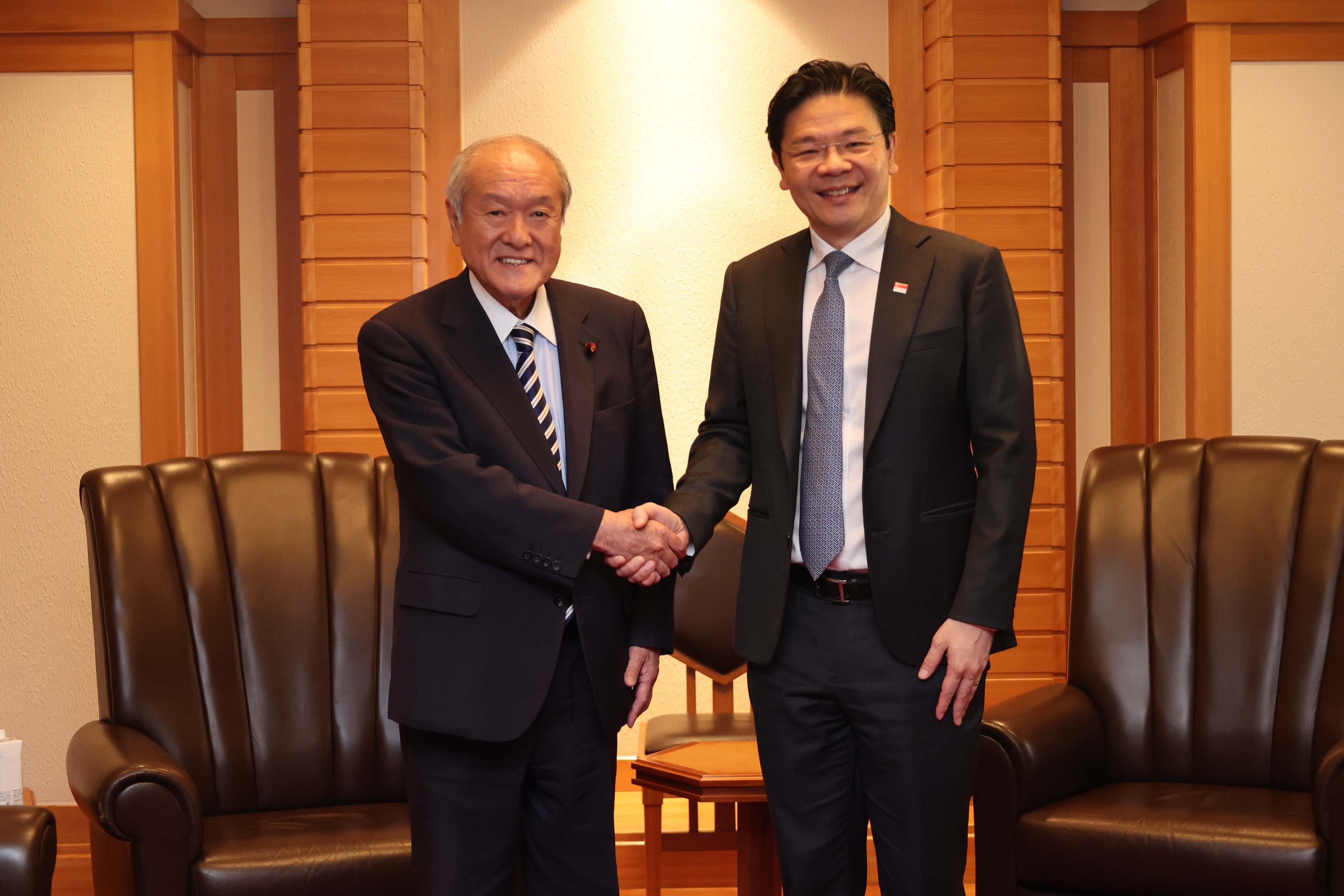
2023年5月，黃循財與日本財務大臣鈴木俊一

黃循財在2011年新加坡大选時進入政壇，當時他作為西海岸集選區五人人民行動黨團隊的一員參加競選。人民行動黨團隊以66.66%的得票率擊敗革新黨，黃當選為代表西海岸集選區文禮選區的國會議員。

### 部长
2011年5月21日，黃被任命為國防部和教育部政務部長。他也曾於2011年6月10日被任命為新加坡金融管理局董事會成員。 2012年8月1日，他晉升為新加坡通讯及新闻部部長兼教育部高級政務部長。 2012年11月1日，他被任命為新加坡文化、社区及青年部代部長以及通訊及新聞部高級政務部長。 黃循財帶領團隊競標新加坡植物園，爭取成為新加坡第一個聯合國教科文組織世界遺產。 黃也帶頭自2013年5月18日起對所有新加坡人和永久居民、所有國家博物館和遺產機構實行免費博物館入場政策。 2013年，黃也宣佈為青年設立一個新的1億新元的國家青年基金，以支持社區和社會事業。
黃循財自2015年9月11日起担任马西岭-油池集选区议会议员，并于2011年5月7日至2015年8月24日代表西海岸集选区，并负责领导马西岭-油池集选区。2022年4月14日，人民行动党秘书长、总理李显龙发表声明宣布财政部长黄循财获得内阁成员绝大多数的支持，正式推举为第四代团队领导人，人民行动党议员当日傍晚也在党团会议上支持这项决定。他也因此獲評同年時代雜志的時代百大人物。

### 副總理

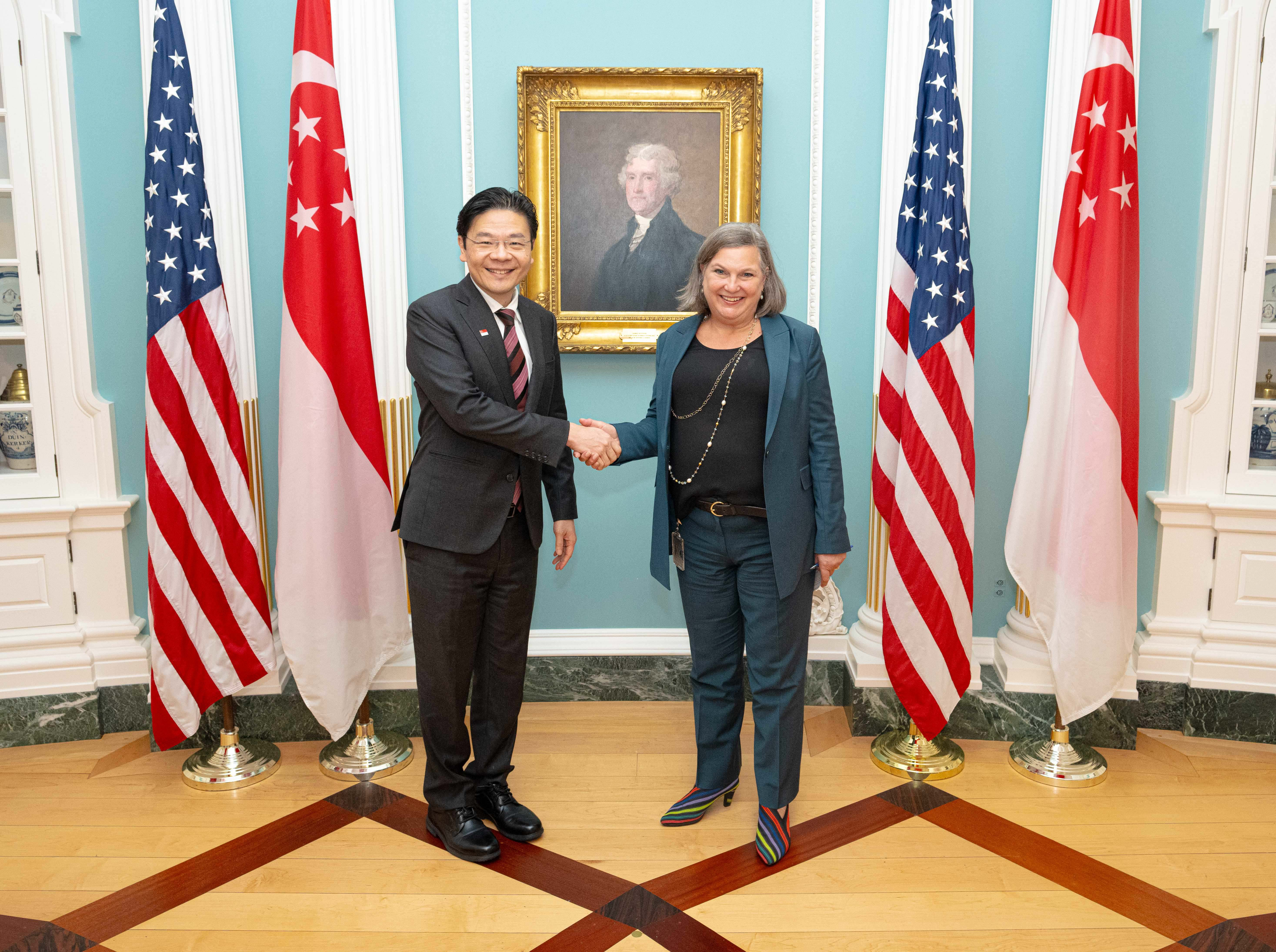
2023年10月，黃循財與美國副國務卿盧嵐

2022年6月6日，新加坡宣佈內閣改組，黃循財晉升為新加坡副總理，進一步鞏固了他作為李顯龍總理繼任者的地位。 除了成為副總理外，他還在總理缺席期間被任命為“代總理”，他還從王瑞傑手中接管了總理公署的戰略小組。6月28日，黃循財發起了“新加坡攜手前進”運動，作為他對“造福許多人，而不是少數人”的社會願景的一部分。
2023年11月5日，李顯龍宣佈將於次年11月人民行動黨創黨70週年之前，將黨領袖和總理職位交給黃循財，由新世代領軍出戰2025年的大選。

## 總理（2024年至今）

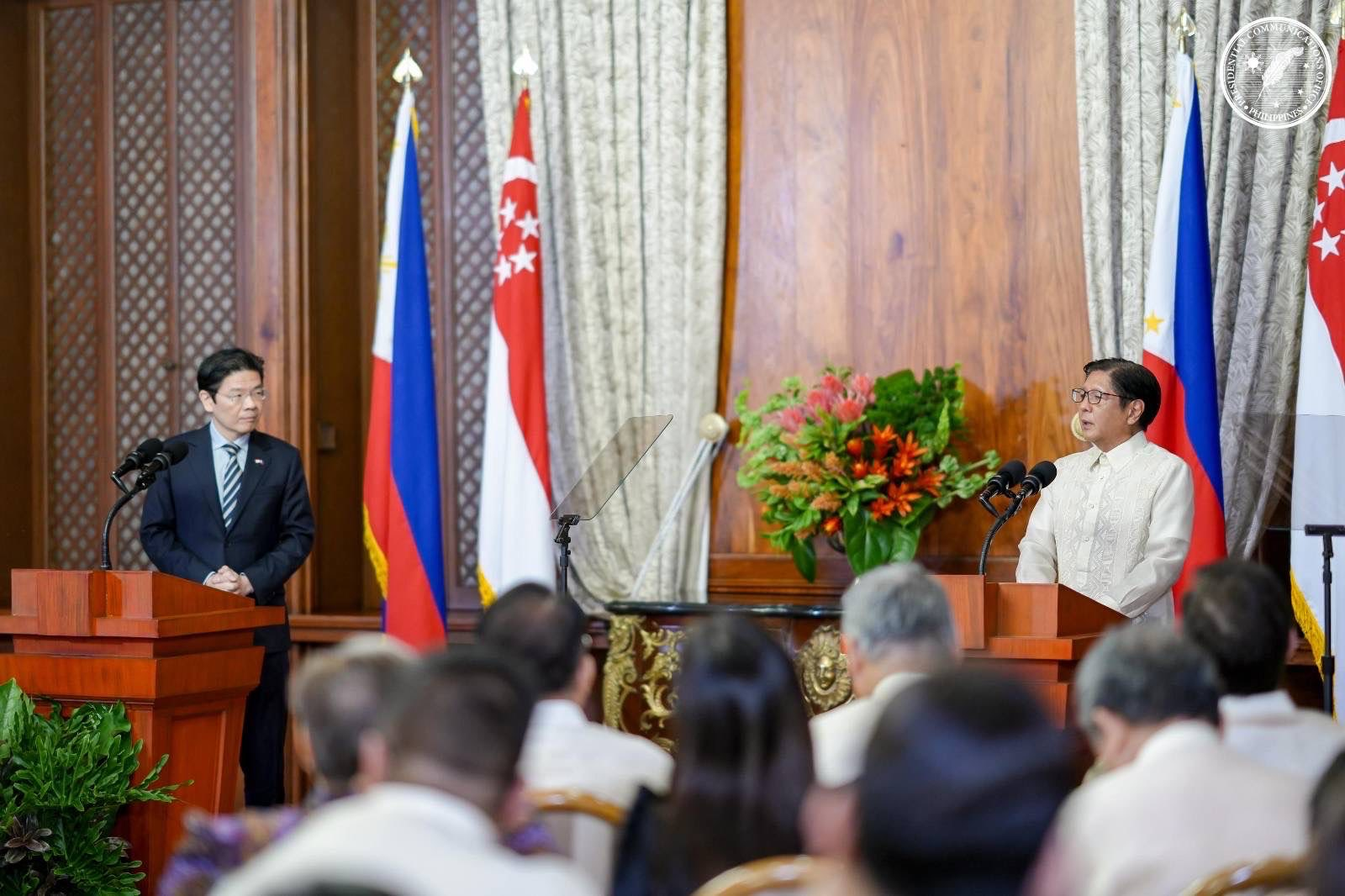
2025年6月4日，黄与菲律宾总统小费迪南德·马科斯在马尼拉举行联合新闻发布会。

2024年4月15日，李顯龍宣佈將在同年5月15日卸下新加坡總理職務，並交棒给黃循財。
2024年5月13日，作为候任总理黄循财领导的内阁名单公布，其中五人获得擢升并有两名后座议员首次入阁。贸工部长颜金勇任副总理。
2024年5月15日，黄循财及新内阁在新加坡總統府正式宣誓就职。他成為新加坡第四任總理，也是第一位1965年新加坡獨立後出生的總理。

## 政治立场

### 支持提高消费税
黃循財曾于2022年7月4日表示不会再拖延提高消费税的计划，并宣称急需要该笔资金来照顾越正在增长的老年人人口和满足新加坡的医疗保健支出。

### 台灣問題與中美關係
黃循財在彭博社採訪時表示，在美國眾議院議長佩洛西2022年到訪台灣後，中國與美國的關係急劇轉差，世界兩個最大經濟體正處於“令人非常擔憂”的軌道上，他指出“兩國都正在做出的一系列會把我們帶入越來越危險境地的決定”。他又說國際社會正在進入一個“世界新秩序”，曾經世界認為通過更多的貿易，地緣政治競爭可以被遏制，但是近年來貿易、經濟和金融常被用作“地緣政治競賽的工具”，比如美國對中國發起的貿易戰及晶片限供等等行為，都會「把我們帶到一個更加分裂和危險的世界」。他補充道：「最大的問題和危險是沒有人故意想要戰爭，但我們正像夢遊般不斷地陷進衝突裡。」
2024年5月，黄循财在就任总理前夕曾接受英国媒体《经济学人》专访并谈到中美关系、对台政策等议题。黄循财强调台湾与乌克兰不同，新加坡长期坚持“一个中国政策”、反对台独并表示不允许新加坡被台独势力利用。
2024年11月15日，黃循財在秘魯利馬舉行的第31屆亞太經合組織經濟領袖會議期間，與中華人民共和國主席習近平會面。兩國領導人亦討論了地區與國際局勢，包括維護以規則為基礎的多邊貿易體系的重要性及台海局勢。新加坡外交部在此再次表示「明確且一貫（英語：clear and consistent）」堅持「一個中國」政策，「反對（英語：opposed）」台灣獨立。

## 個人生活
黃循財曾於28歲結婚，但三年後因「性格不合」而與第一任妻子離婚。他的第二任妻子是呂子蕊，曾是一名銀行家，目前從事財富管理工作，並曾擔任新加坡基督教青年會的董事會成員。 他沒有孩子。他的哥哥是国防科技研究院的航空航天工程師。他的興趣愛好包括彈吉他和騎摩托車。身為基督徒，黃信奉衛理宗。